# Kaptn Oskar
Kaptn Oskar ist der zweite Film von Tom Lass von 2013.

## Handlung
Oskar hat sich von seiner dominanten Freundin Alex getrennt. Er gerät an die verspielte Masha, die öfters Affären mit älteren Männern hat. Oskar und Masha vereinbaren, keinen Sex miteinander zu haben. 
Unter dem Einfluss von viel Alkohol verbringt Oskar doch noch eine letzte Nacht bei seiner Exfreundin. Anschließend gibt er sich in einem Nachtclub einsam tanzend den Rest und schläft auf der Straße davor im Sitzen ein. Masha findet und "rettet" ihn. Oskar und Masha fahren raus aus der Stadt zum Zelten. Doch eines Tages teilt Oskar mit, er könne keine Beziehung mit Masha haben, da er sie als kleines Kind sehe und kein Papa für sie sein könne.

## Hintergrund
Der Film wurde beim Filmfestival Max Ophüls Preis uraufgeführt. Er erhielt zwei Preise beim Internationalen Filmfest Oldenburg.

## Kritik
Christian Horn bei Filmstarts findet: „Dass dieser Film mit viel Leidenschaft entstanden ist, das ist hier stets zu spüren. Und auch wenn bisweilen nicht allzu viel an äußerer Handlung geschieht, so steht das außergewöhnliche Liebesdreieck doch in jeder Sekunde unter Spannung.“